# Polizei (Island)
Die Polizei Islands (isländisch Lögreglan) ist die Strafverfolgungsbehörde für das gesamte Territorium Islands. Für die Strafverfolgung und Sicherheit in den isländischen Hoheitsgewässern ist die isländische Küstenwache verantwortlich. Polizeiliche Angelegenheiten fallen in Island in die Zuständigkeit des Justizministeriums und werden, in dessen Auftrag, vom Büro des Nationalen Polizeipräsidenten (Ríkislögreglustjóri) verwaltet.
Das Motto der isländischen Polizei lautet með lögum skal land byggja („Auf Gesetzen sei das Land erbaut“), ein Zitat aus der Njáls saga, das in ähnlicher Form auch in mittelalterlichen skandinavischen Gesetzessammlungen wie dem Frostathingslov erscheint.

## Geschichte

### Anfänge
Die Ursprünge der isländischen Polizei reichen bis 1778 zurück. Als erste Polizisten gelten die mit einem Morgenstern bewaffneten Nachtwächter von Reykjavík, die in erster Linie den Auftrag hatten, die Gefangenen des Gefängnisses von Reykjavík vom Einbruch in den Innenstadtbereich abzuhalten.
1803 wurden die ersten richtigen Polizisten in Reykjavík eingestellt, als Reykjavík zur freien Stadt (isländisch Kaupstaður) wurde. Der erste Polizeichef war der damalige Bürgermeister Rasmus Frydensberg, der die ehemaligen Soldaten Ole Biørn und Vilhelm Nolte als erste Polizisten einstellte. Erst kurz nach 1891 wurden in den meisten anderen Gebieten Islands ebenfalls Polizisten eingestellt.

### Im 20. Jahrhundert
1933 verabschiedete das isländische Parlament Alþingi das Polizeigesetz, das eine staatliche Beteiligung an der Finanzierung der Polizeikräfte vorsah. Dies geschah als Reaktion auf die Bedrohung durch kommunistische Revolutionäre, die sich der Entscheidungsgewalt im Reykjavíker Stadtrat bemächtigen wollten und ein Großteil der Polizisten verletzt wurden. Das Gesetz ermächtigte auch den Minister für Justiz und kirchliche Angelegenheiten, in kritischen Situationen Reservisten einzuberufen.
1972 ging das Kommando über die Strafverfolgung von den kommunalen Polizeibehörden auf die neu geschaffene Nationale Polizeibehörde über. 1977 nahm die Staatliche Kriminalpolizei unter einem Sonderdirektor ihre Arbeit auf. Diese Behörde übernahm die Ermittlungen zu kriminellen Aktivitäten, die zuvor in die Zuständigkeit des Strafgerichtshofs von Reykjavík und des Polizeipräsidenten der Hauptstadtregion fiel.
1997 wurde das Büro des Nationalen Polizeipräsidenten gegründet, und die staatliche Kriminalpolizei wurde aufgelöst. Das Büro des Nationalen Polizeipräsidenten untersteht dem isländischen Justizministerium und ist dessen Exekutivorgan.

### Erste tödliche Anwendung von Schusswaffen
Am 2. Dezember 2013 starb zum ersten Mal in der jüngeren Geschichte Islands ein Mensch bei einem bewaffneten Polizeieinsatz. Die Polizei hatte auf Berichte über einen Schusswechsel mit einer Schrotflinte in einer Wohnung in Árbær, einem Vorort von Reykjavík, reagiert. Ursprünglich wurde Tränengas eingesetzt, um den Bewaffneten, einen 59-jährigen Mann, zu überwältigen, aber es blieb ohne Wirkung auf ihn.
Als ein bewaffnetes Polizeiaufgebot die fragliche Wohnung betrat, wurden zwei Beamte durch Schrotflintenbeschuss verletzt. Ein Beamter hielt einen ballistischen Schild in der Hand, der getroffen wurde. Der andere Beamte wurde am Kopf getroffen, trug aber einen Schutzhelm. Dies führte dazu, dass die Polizisten das Feuer erwiderten. Der Schütze wurde ins Krankenhaus gebracht, wo er starb. Landespolizeipräsident Haraldur Johannessen entschuldigte sich sofort bei der Familie des Mannes und nannte den Vorfall „beispiellos“. Die Motive des Schützen waren nicht sofort klar, obwohl einige Nachbarn berichteten, dass der Schütze ihnen gegenüber Drohungen aussprach. Eine Untersuchung dieses Vorfalls wurde eingeleitet und die auf allen Seiten beteiligten Schusswaffen wurden beschlagnahmt. Den beteiligten Beamten wurde psychologische und rechtliche Beratung angeboten.

## Struktur
Der Justizminister ist gleichzeitig der oberste Dienstvorgesetzte der isländischen Polizei. Die Nationale Polizeikommission untersteht sowohl dem Justiz- wie auch dem isländischen Außenministerium. Die Polizeikommission befehligt die Polizeien der 9 Distrikte, die Nationale Polizeihochschule und die Flughafenpolizei am Flughafen Keflavík.
Stand 2023 waren bei der isländischen Polizei etwa 850 Personen beschäftigt. Bei einer Bevölkerung von ca. 388.000 kam demnach auf ungefähr 456 Einwohner ein Polizist.

### Polizeidistrikte
Die Organisation der isländischen Polizei ist, seit einer großen Umstrukturierung in den Jahren 2014 und 2015 in 9 Distrikte (Lögregluumdæmin) eingeteilt. Den größten Distrikt stellt die Hauptstadtregion dar, die für das Gebiet der Metropolregion Reykjavík und das Umland, und somit für rund 233.000 Menschen zuständig ist.
Diese Distrikte sind:
| # | Distrikt                             | Fläche (km2) | Einwohner | Hauptquartier    | Lage in Island | Städtische Zuständigkeiten                                                           |
| --- | ------------------------------------ | ------------ | --------- | ---------------- | -------------- | ------------------------------------------------------------------------------------ |
| 1 | Hauptstadtregion Höfuðborgarsvæðið   | 1.062,2      | 233.034   | Reykjavík        |                | Reykjavík, Kópavogur, Hafnarfjörður                                                  |
| Kommunale Zuständigkeiten: Reykjavíkurborg, Seltjarnarnesbær, Mosfellsbær, Kjósarhreppur, Hafnarfjörður, Garðabær und Kópavogsbær. |                                      |              |           |                  |                |                                                                                      |
| 2 | Westland Vesturland                  | 9.554        | 16.662    | Borgarnes        |                | Akranes, Stykkishólmur, Búðardalur, Snæfellsbær, Grundarfjörður                      |
| Kommunale Zuständigkeiten: Akraneskaupstaður, Hvalfjarðarsveit, Skorradalshreppur, Borgarbyggð, Snæfellsbær, Eyja- og Miklaholtshreppur, Grundarfjarðarbær, Helgafellssveit, Stykkishólmsbær und Dalabyggð.                                                                           |                                      |              |           |                  |                |                                                                                      |
| 3 | Westfjorde Vestfirðir                | 22.271       | 7.115     | Ísafjörður       |                | Bolungarvík, Hólmavík, Patreksfjörður                                                |
| Kommunale Zuständigkeiten: Reykhólahreppur, Vesturbyggð, Tálknafjarðarhreppur, Bolungarvíkurkaupstaður, Ísafjarðarbær, Súðavíkurhreppur, Árnes, Kaldrananeshreppur und Strandabyggð.                                                                                                  |                                      |              |           |                  |                |                                                                                      |
| 4 | Nordwestland Norðurland vestra       | 12.737       | 7.322     | Sauðárkrókur     |                | Blönduós                                                                             |
| Kommunale Zuständigkeiten: Húnaþing vestra, Húnavatnshreppur, Blönduósbær, Sveitarfélagið Skagaströnd, Skagabyggð, Sveitarfélagið Skagafjörður und Akrahreppur. |                                      |              |           |                  |                |                                                                                      |
| 5 | Nordostland Norðurland eystra        | 21.968       | 30.600    | Akureyri         |                | Húsavík, Siglufjörður, Dalvík, Þórshöfn                                              |
| Kommunale Zuständigkeiten: Fjallabyggð, Dalvíkurbyggð, Hörgársveit, Akureyrarkaupstaður, Eyjafjarðarsveit, Svalbarðsstrandarhreppur, Grýtubakkahreppur, Þingeyjarsveit, Norðurþing, Tjörneshreppur, Svalbarðshreppur und Langanesbyggð.                                               |                                      |              |           |                  |                |                                                                                      |
| 6 | Ostland Austurland                   | 22.721       | 13.173    | Eskifjörður      |                | Egilsstaðir, Seyðisfjörður, Vopnafjörður, Neskaupstaður, Fáskrúðsfjörður, Djúpivogur |
| Kommunale Zuständigkeiten: Vopnafjarðarhreppur, Sveitarfélagið Hornafjörður, Fljótsdalshreppur, Fljótsdalshérað, Borgarfjarðarhreppur, Seyðisfjarðarkaupstaður, Fjarðabyggð, Breiðdalshreppur und Djúpavogshreppur.                                                                   |                                      |              |           |                  |                |                                                                                      |
| 7 | Südland Suðurland                    | 24.256       | 28.399    | Hvolsvöllur      |                | Selfoss, Vík, Kirkjubæjarklaustur, Höfn                                              |
| Kommunale Zuständigkeiten: Skaftárhreppur, Mýrdalshreppur, Rangárþing eystra, Rangárþing ytra, Ásahreppur, Sveitarfélagið Árborg, Flóahreppur, Skeiða- og Gnúpverjahreppur, Hrunamannahreppur, Bláskógabyggð, Grímsnes- og Grafningshreppur, Hveragerðisbær und Sveitarfélagið Ölfus. |                                      |              |           |                  |                |                                                                                      |
| 8 | Westmänner-Inseln Vestmannaeyjar     | 17           | 4.355     | Vestmannaeyjabær |                | -                                                                                    |
| Kommunale Zuständigkeit: Vestmannaeyjabær |                                      |              |           |                  |                |                                                                                      |
| 9 | Südwest Suðurnes (ehemals Reykjanes) | 829          | 27.829    | Reykjanesbær     |                | Grindavík, Sandgerði, Garður, Vogar, Flughafen Keflavík                              |
| Kommunale Zuständigkeit: Grindavíkurbær, Sandgerðisbær, Sveitarfélagið Garður, Reykjanesbær und Sveitarfélagið Vogar. |                                      |              |           |                  |                |                                                                                      |

### Spezialkräfte der isländischen Polizei
Die Sicherheitskräfte verfügen mit dem 1982 gegründeten „Sérsveit ríkislögreglustjóra“ (übersetzt „Spezialkommando des nationalen Polizeipräsidenten“, umgangssprachlich auch Víkingasveitin für „Wikingerkommando“ genannt) über eine Spezialeinheit, die bis zu 55 Personen stark ist und auch für militärische Aufgaben im Rahmen von NATO-Einsätzen im Ausland eingesetzt wird, darunter in den Jugoslawienkriegen der 1990er Jahre, sowie der US-geführten Operation Enduring Freedom. Sie ist im Wesentlichen der norwegischen Anti-Terror-Einheit Beredskapstroppen nachempfunden, mit welchem auch gemeinsame Übungen in Norwegen und Island abgehalten werden.

## Amtsbezeichnungen der isländischen Polizei
Die Rangfolge der isländischen Polizei ähnelt stark der der nordischen Länder Norwegen, Schweden, Finnland und Dänemark. Deutsche Amtsbezeichnungen lassen sich hierbei nicht eins zu eins darauf übertragen. Zum besseren Verständnis ist hier die deutsche Übersetzung, beziehungsweise das deutsche Äquivalent genannt. Die isländischen Polizeibeamten sind in folgenden Rängen hierarchisch gegliedert:
| Isländische Amtsbezeichnung         | Insignien                                                              | Deutsche Übersetzung bzw. Pendant | Personalkategorie |
| ----------------------------------- | ---------------------------------------------------------------------- | --- | ----------------- |
| Ríkislögreglustjóri                 |                                                                        | Reichspolizeidirektor, Landespolizeipräsident | Leitende Beamte   |
| Lögreglustjóri                      |                                                                        | Polizeidirektor, Polizeipräsident | Leitende Beamte   |
| Aðstoðarríkislögreglustjóri         | Vizereichspolizeidirektor, Stellvertreter des Landespolizeipräsidenten | | Leitende Beamte   |
| Aðstoðarlögreglustjóri              |                                                                        | Vizepolizeidirektor, Stellvertretender Polizeipräsident | Leitende Beamte   |
| Yfirlögregluþjónn                   |                                                                        | Oberpolizeidiener, Leitender Polizeidirektor | Polizeibeamte     |
| Aðstoðaryfirlögregluþjónn           |                                                                        | Vizeoberpolizeidiener, Polizeidirektor Polizeioberrat Polizeirat                                                                                                  | Polizeibeamte     |
| Aðalvarðstjóri, Lögreglufulltrúi    |                                                                        | Hauptaufseher, Erster Polizeihauptkommissar, Polizeischreiber, Polizeiassessor                                                                                    | Polizeibeamte     |
| Varðstjóri, Rannsóknarlögreglumaður |                                                                        | Aufseher, Polizeihauptkommissar, Polizeioberkommissar, Polizeikommissar, Ermittlungspolizeimann, Kriminalhauptkommissar, Kriminaloberkommissar, Kriminalkommissar | Polizeibeamte     |
|                                     |                                                                        | | Polizeibeamte     |
| Lögreglumaður                       |                                                                        | Polizeimann, Polizeiobermeister, Polizeimeister | Polizeibeamte     |
| Lögreglunemi                        |                                                                        | Polizeianwärter | Polizeibeamte     |
| Afleysingamaður í lögreglu          | Erleichterungsmann, (Temporärer Polizeiangestellter)                   | Zeitweilige Angestellte | Polizeibeamte     |
| Héraðslögreglumaður                 | Gemeinepolizeimann, (Temporäre Polizeiliche Unterstützungskraft)       | Zeitweilige Angestellte |                   |

## Ausrüstung

### Uniform

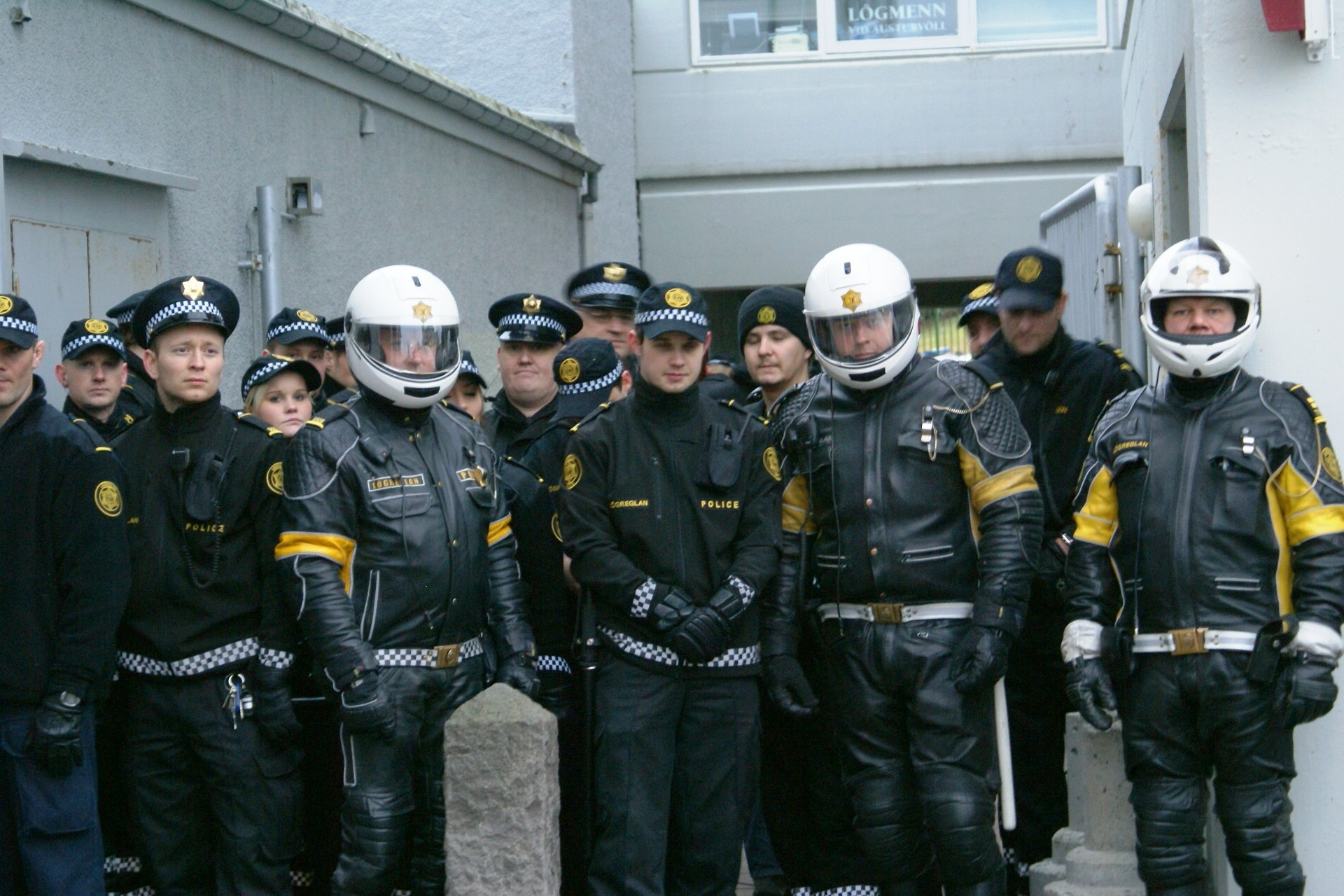
Isländische Polizisten im Jahr 2008

Die isländischen Polizeiuniformen sind schwarz mit traditionell schwarzen und weißen Markierungen sowie dem isländischen Polizeistern. Die von Streifenpolizisten getragenen Hosen werden aus feuerfestem Material hergestellt. Die alten, traditionellen Dienstuniformen werden noch für repräsentative Zwecke verwendet.

### Bewaffnung
Isländische Polizisten tragen für gewöhnlich nur Gummiknüppel und Pfefferspray. Trotzdem werden sie im Schusswaffengebrauch ausgebildet und benutzen diese in bestimmten Situationen. Vor allem in abgeschiedeneren Gegenden des Landes werden jedoch in einigen Streifenwagen Schusswaffen mitgeführt. Normalerweise ist das dem Sondereinsatzkommando, dem Vikingasveitin, vorbehalten.
Unter anderem werden folgende Schusswaffen verwendet:
| Modell              | Hersteller           | Typ                        | Kaliber           | Land        |
| ------------------- | -------------------- | -------------------------- | ----------------- | ----------- |
| Glock 17            | Glock GmbH           | Selbstladepistole          | 9 x 19 mm         | Österreich  |
| Heckler & Koch MP 5 | Heckler&Koch         | Maschinenpistole           | 9 x 19 mm         | Deutschland |
| Blaser R93 Tactical | Blaser GmbH          | Scharfschützengewehr       | 7,62 x 51 mm NATO | Deutschland |
| Steyr SSG 69        | Steyr Mannlicher     | Scharfschützengewehr       | 7,62 x 51 mm NATO | Österreich  |
| Mossberg 500        | O.F. Mossberg & Sons | Vorderschaftrepetierflinte | Kaliber 12        | USA         |

### Fahrzeuge

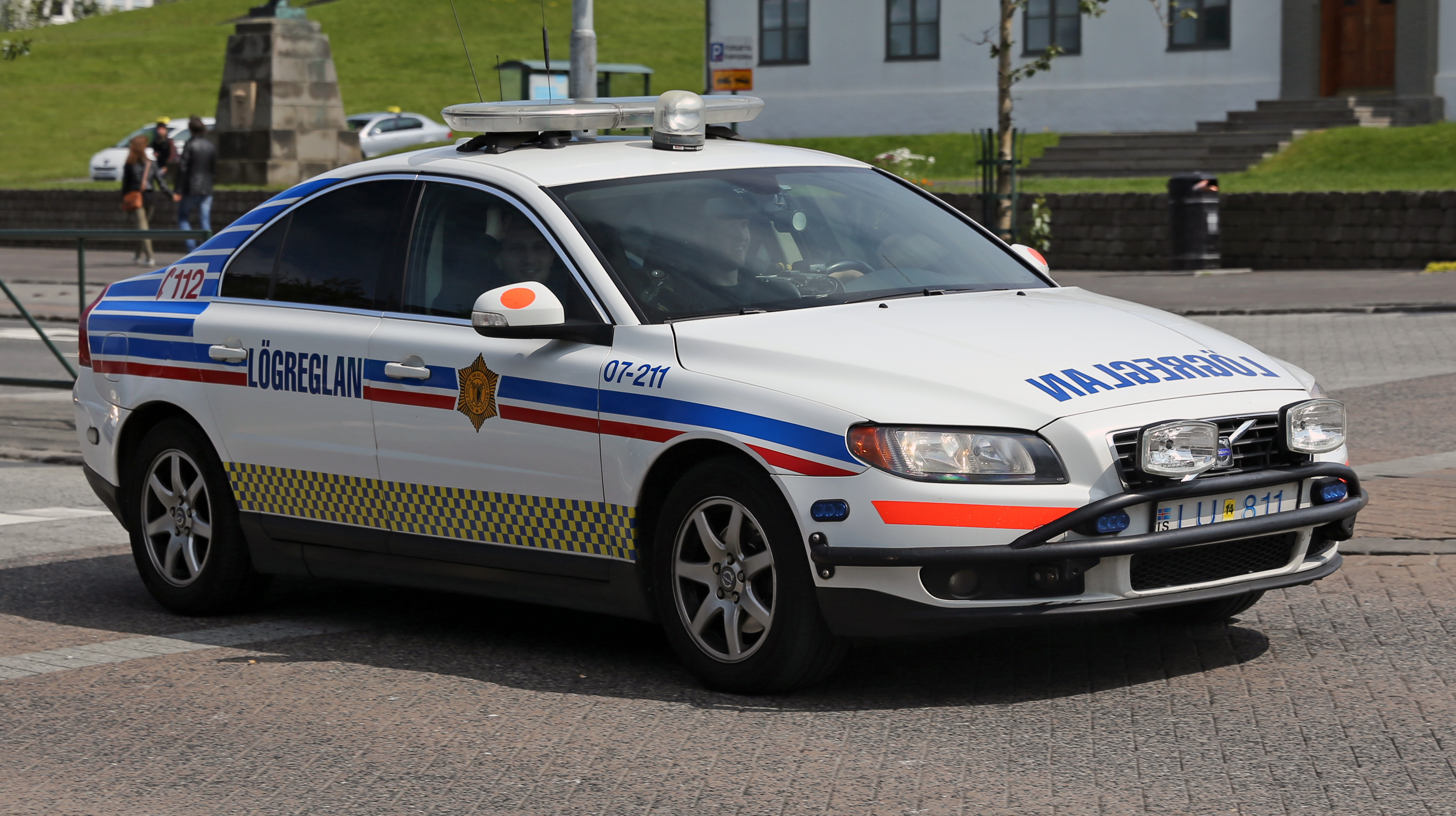
Volvo S80 der isländischen Polizei in Reykjavík

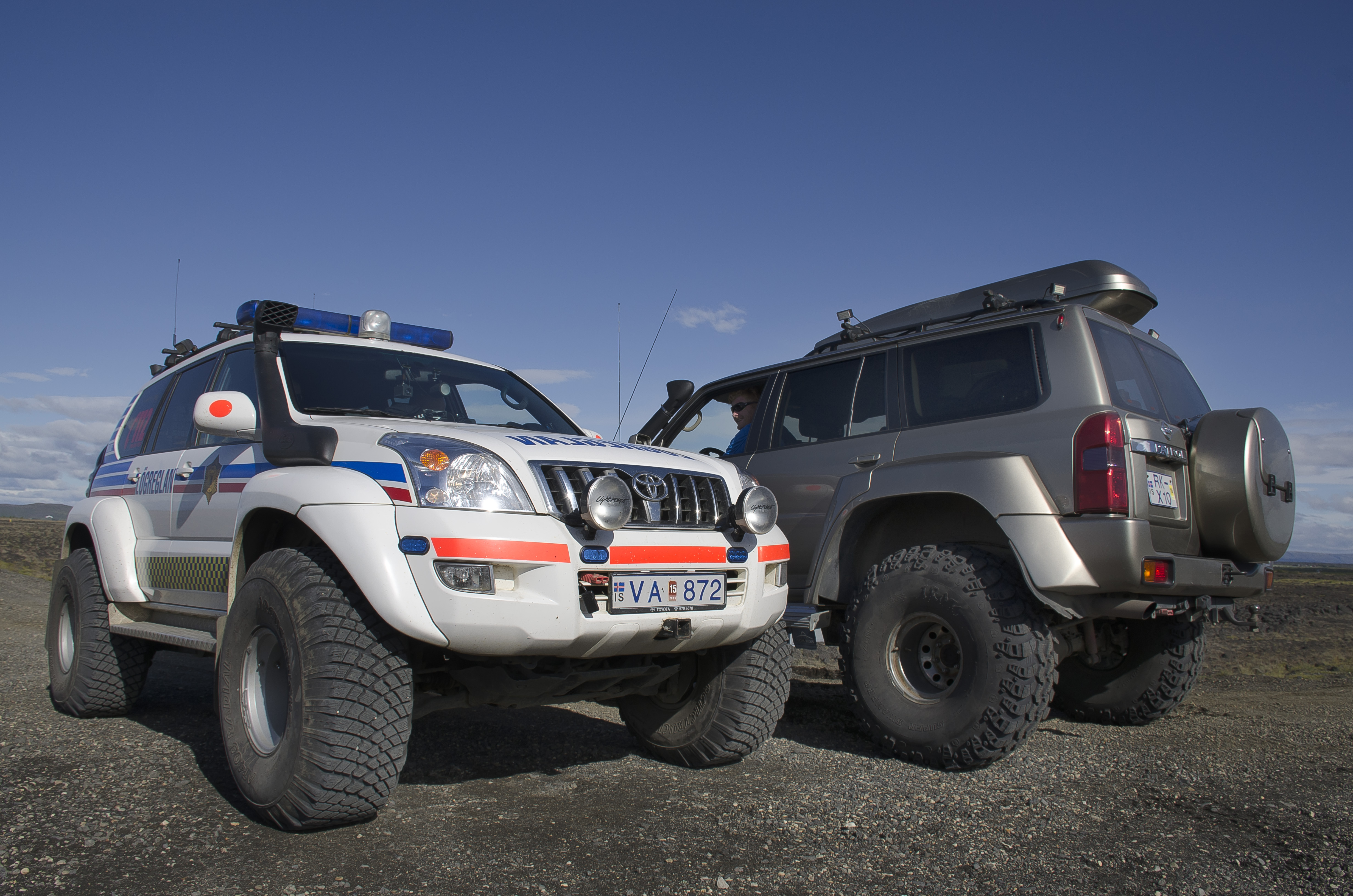
Toyota Land Cruiser J12 für den Einsatz im Hochland

Die isländischen Polizeifahrzeuge sind weiß mit reflektierenden Markierungen in blau und rot. Sie tragen an den Längsseiten den isländischen Polizeistern und den blauen Schriftzug Lögreglan. Die Rundumkennleuchten sind blau.
Der nationalen Polizeikommission gehören alle Fahrzeuge, die in den einzelnen Polizeidistrikten verwendet werden. Die regionalen Distrikte mieten sich ihre Fahrzeuge von der nationalen Polizeikommission für fünf Jahre. Dabei bezahlen sie ein Kilometergeld, um die Kosten ihrer Einsätze abzudecken. Die Spezialeinheit Vikingasveitin benutzt unmarkierte Fahrzeuge, die für taktische Operationen ausgerüstet wurden.
Im Jahre 2012 waren in Island insgesamt etwas mehr als 300 Polizeiautos und Motorräder im Einsatz. Darunter waren folgende Fahrzeuge:
| Land               | Hersteller    | Modelle                                |
| ------------------ | ------------- | -------------------------------------- |
| Deutschland        | BMW           | R1200RT                                |
| Deutschland        | Mercedes-Benz | Sprinter                               |
| Deutschland        | Volkswagen    | Transporter                            |
| Japan              | Nissan        | Patrol                                 |
| Japan              | Toyota        | Land Cruiser                           |
| Japan              | Subaru        | Forester                               |
| Japan              | Yamaha        | FJR 1300                               |
| Südkorea           | Hyundai       | Santa Fe                               |
| Tschechien         | Škoda         | Superb Octavia                         |
| Schweden           | Volvo         | V70 XC70 XC90 S80 V90 Cross Country    |
| Vereinigte Staaten | Chevrolet     | Captiva Suburban Tahoe                 |
| Vereinigte Staaten | Ford          | Explorer Focus Mondeo E-Series Transit |

## Vernetzung
Die isländische Polizei ist Mitglied der internationalen Polizeiorganisationen Europol und Interpol. Darüber hinaus besitzt sie eine eigene internationale Abteilung (Alþjóðadeild), die für die Zusammenarbeit mit anderen Polizeibehörden im Ausland zuständig ist. Da Island keine Armee hat, aber dennoch NATO-Mitglied ist, wird beispielsweise die Víkingasveitin auch im Ausland bei NATO-Einsätzen eingesetzt.